# فنوآمبانی
فنوآمبانی (به لاتین: Fenoambany) یک منطقهٔ مسکونی در ماداگاسکار است که در ونگایندرانو واقع شده‌است. فنوآمبانی ۷٬۰۰۰ نفر جمعیت دارد و ۸ متر بالاتر از سطح دریا واقع شده‌است.